# Шарлоттенберг
Шарлоттенберг (нем. Charlottenberg) — община в Германии, в земле Рейнланд-Пфальц. 
Входит в состав района Рейн-Лан. Подчиняется управлению Диц.  Население составляет 175 человек (на 31 декабря 2010 года). Занимает площадь 0,76 км².